# Dina Dian
Dina Alexandrovna Dian (en russe : Дина Александровна Дян ; 30 mai 1930 – 23 décembre 2012 ) est une chanteuse (soprano) soviétique d'opéra et de concert, connue pour ses interprétations d'anciennes romances. Elle est soliste du Théâtre Bolchoï de 1955 à 1963.

## Prix
- Lauréate du concours des chanteurs de l'Union pour la meilleure interprétation des romances et chansons contemporaines (1956)
- Lauréate du festival mondial de la jeunesse et des étudiants, à Moscou (2e prix, 1957)

## Famille
- Mari : Oleg Boudankov
- Fils : Oleg Boudankov, chef du Petit théâtre dramatique à Grand Serpoukhov

## Répertoire
- Взгляд твоих чёрных очей [Le regard de tes yeux noirs], N. Zoubov — P. Jelyaznyakov
- Всплески моря [Éclats de la mer], A. Opel
- Вы в моём сердце [Vous êtes dans mon cœur], Danci — L. Derbenëv
- Две розы [Deux roses], Samuel Pokrass — A. D'Aktil
- Друг гитара [Ami de la guitare], B. Fomin — B. Timofeev
- Жалобно стонет ветер осенний [Plainte gémissante du vent d'automne], D. Mikhailov — A. Pougatchev
- Изумруд [L'Émeraude], B. Fomin — A. D'Aktil
- Капризная, упрямая [Capricieuse, têtue], A. Karchevski
- Меня не греет шаль, Obolensky — Davydov
- Не грусти [Ne sois pas triste]
- Не по пути [Pas sur le chemin], Julius Abramovitch Hite — O. Osenin
- Песня о любви [Chanson d'amour], Mogol — Ponty/L. Derbenev
- Последнее письмо [La Dernière Lettre], B. Fomin — N. Koval
- Прости меня за всё [Pardonne-moi pour tout]
- Ты меня разлюбил [Tu n'as cessé de m'aimer], Mogol — Djerar-Berne/L. Derbenev
- Утро туманное [Matin brumeux], E. Abaza — Tourgueniev
- Чайка [La Mouette], E. Jourakovski — E. Boulanina
- Я дам тебе больше [Je te donnerai plus], Remidji — Testa/L. Derbenïov
- Я так любила вас [Je vous aimais tellement], A. Dyvydov – N. Grekov
- Я тебе ничего не скажу [Je ne vous apprends rien], T. Tolstaïa — A. Feth

## Discographie
Disques microsillon :
- Vieilles romances (LP Melodiya L 00027083-4)
- Vieilles romances (LP Melodiya L 00032685-6)
- Vieilles romances (1976, LP Melodiya M62-39409-10)
- Vieilles romances (1976, LP Melodiya M62-39411-12)
- Vieilles romances (1976, LP Melodiya С60-08063-4)